# Svenska serien i ishockey 1938/1939
Svenska serien i ishockey 1938/1939 vanns av Hammarby IF. Serien spelades som en enkelserie i sju omgångar p.g.a. en mild vinter. Några matcher spelades klart först i november. Svenska Ishockeyförbundet beslutade att inga lag kommer att flyttas upp eller ner till denna säsong. Ute i landet hade nu hockeyn spridit sig till Norrköping startade seriespel. Även Gästrikeserien startade och i Västmanland var intresset så stort att man delade upp sin serie i flera divisioner.

## Poängtabell
| Nr | Lag           | S | V | O | F | GM | IM | MS  | P  |
| -- | ------------- | - | - | - | - | -- | -- | --- | -- |
| 1  | Hammarby IF   | 7 | 7 | 0 | 0 | 20 | 3  | +17 | 14 |
| 2  | IK Göta       | 7 | 4 | 2 | 1 | 9  | 9  | 0   | 10 |
| 3  | Karlbergs BK  | 7 | 4 | 1 | 2 | 14 | 9  | +5  | 9  |
| 4  | AIK           | 7 | 4 | 0 | 3 | 19 | 10 | +9  | 8  |
| 5  | Södertälje IF | 7 | 3 | 0 | 4 | 11 | 12 | −1  | 6  |
| 6  | IK Sture      | 7 | 2 | 0 | 5 | 6  | 14 | −8  | 4  |
| 7  | Nacka SK      | 7 | 1 | 1 | 5 | 9  | 23 | −14 | 3  |
| 8  | Södertälje SK | 7 | 0 | 2 | 5 | 7  | 15 | −8  | 2  |